# Magura (Martinesd község)
Magura település Romániában, Hunyad megyében, Martinesd községben.

## Fekvése
Kalántól délre, Lozsádtól délre fekvő település.

## Története
Magura nevét 1506-ban említette először oklevél Magwra néven.
A település Lozsádi István részbirtoka volt. 1861-ben Lozsád-Magura néven írták.
A 20. század elején Hunyad vármegye Szászvárosi járásához tartozott.
1910-ben 322 lakosából 318 román volt, 320 görögkeleti ortodox.